# Gare de Fukuchiyama
La gare de Fukuchiyama (福知山駅, Fukuchiyama-eki) est une gare ferroviaire localisée dans la ville de Fukuchiyama, dans la préfecture de Kyōto au Japon. La gare est exploitée par la compagnie JR West, sur les lignes Fukuchiyama et San'in, et par la compagnie Kyoto Tango Railway sur la ligne Miyafuku.

## Situation ferroviaire
La gare de Fukuchiyama est située au point kilométrique (PK) 88,5 de la ligne principale San'in. Elle marque la fin de la ligne Fukuchiyama et le début de la ligne Miyafuku.

## Histoire
La gare a été inaugurée le 3 novembre 1904. 

## Service des voyageurs

### Accueil
La gare dispose d'un bâtiment voyageurs, avec guichets, ouvert tous les jours. Elle dispose de trois quais et de cinq voies pour la partie exploitée par la JR West, et d'un quai et de deux voies pour la partie exploitée par la KTR.

### Desserte
Les Limited Express de la KTR utilisant la ligne JR s'arrêtent sur les voies 3 et 4.
| N° de voie                | Ligne          | Direction                           |
| ------------------------- | -------------- | ----------------------------------- |
| 1・2                      | ▆ San'in       | Ayabe / Nishi-Maizuru / Kyoto       |
| 1・2                      | ▆ San'in       | Wadayama / Toyooka / Kinosaki-Onsen |
| 1・2                      | ▆ Fukuchiyama  | Sasayamaguchi / Takarazuka / Osaka  |
| 3・4                      | ▆ San'in       | Wadayama / Toyooka / Kinosaki-Onsen |
| 3・4                      | ▆ Fukuchiyama  | Sasayamaguchi / Takarazuka / Osaka  |
| 3・4                      | ▆ KTR Miyafuku | Ōe / Miyazu / Amanohashidate        |
| 5                         | ▆ Fukuchiyama  | Sasayamaguchi / Takarazuka / Osaka  |
| Quai de la ligne Miyafuku |                |                                     |
| 1・2                      | ▆ KTR Miyafuku | Ōe / Miyazu / Amanohashidate        |

## Gares/Stations adjacentes
| JR West               |                   |                                 |                   |                                    |
| Direction Fukuchiyama | Ligne Fukuchiyama | Ligne Fukuchiyama               | Ligne Fukuchiyama | Direction Amagasaki                |
| Terminus              |                   | Rapid Service 快速              |                   | Tamba-Takeda                       |
| Terminus              |                   | Local 普通                      |                   | Tamba-Takeda                       |
| JR West               |                   |                                 |                   |                                    |
| Direction Shimonoseki | Ligne San'in      | Ligne San'in                    | Ligne San'in      | Direction Kyoto                    |
| Terminus              |                   | Rapid Service 快速              |                   | Isa                                |
| Kamikawaguchi         |                   | Local 普通                      |                   | Isa                                |
| Kyoto Tango Railway   |                   |                                 |                   |                                    |
| Direction Fukuchiyama | Ligne Miyafuku    | Ligne Miyafuku                  | Ligne Miyafuku    | Direction Miyazu                   |
| Terminus F01          |                   | Rapid Service Ōeyama 大江山快速 |                   | Fukuchiyama-Shimin-Byōin-Guchi F02 |
| Terminus F01          |                   | Local 普通                      |                   | Fukuchiyama-Shimin-Byōin-Guchi F02 |

- Les Limited Express Kōnotori, Hashidate, Kinosaki et Tango Relay (pour KTR) s'arrêtent à cette gare.

| Limited Express |  |             |  |       |
| Wadayama        |  | Kōnotori    |  | Kuroi |
| Ayabe           |  | Hashidate   |  | Ōe    |
| Wadayama        |  | Kinosakie   |  | Ayabe |
| Terminus        |  | Tango Relay |  | Ōe    |